# Championnats des États brésiliens de football

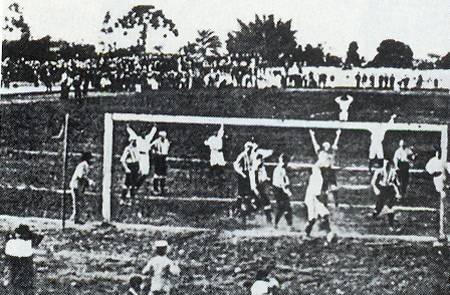
S. Paulo Athletic Club et CA Paulistano en finale du premier championnat d'État en 1902 (2-1)

Les Championnats des États brésiliens (en portugais : Campeonatos Estaduais) sont des compétitions de football se déroulant dans chaque État du Brésil entre janvier et avril pour les régions du Nord-Est, du Centre-Ouest, du Sud-Est et du Sud . Dans certains États de la région du Nord, elle a cependant lieu en mai ou en juin,. La plus ancienne ligue de la compatition, le Championnat de São Paulo, débute en 1902.
Ces compétitions étant relativement anciennes, elles sont très prisées par les supporters et sont quasiment aussi populaires que les championnats nationaux. Chaque État, y compris le district fédéral, possède son propre championnat, qui lui-même comporte plusieurs divisions. Ci-dessous la liste des championnats :

## Championnats
- Championnat de l'Acre de football
- Championnat de l'Alagoas de football
- Championnat de l'Amapá de football
- Championnat de l'Amazonas de football
- Championnat de Bahia de football
- Championnat de Brasilia de football
- Championnat du Ceará de football
- Championnat de l'Espírito Santo de football
- Championnat du Goiás de football
- Championnat du Maranhão de football
- Championnat du Mato Grosso de football
- Championnat du Mato Grosso do Sul de football
- Championnat du Minas Gerais de football
- Championnat du Pará de football
- Championnat de la Paraíba de football
- Championnat du Paraná de football
- Championnat du Pernambouc de football
- Championnat du Piauí de football
- Championnat de Rio de Janeiro de football
- Championnat du Rio Grande do Norte de football
- Championnat du Rio Grande do Sul de football
- Championnat du Rondônia de football
- Championnat du Roraima de football
- Championnat de Santa Catarina de football
- Championnat de São Paulo de football
- Championnat du Sergipe de football
- Championnat du Tocantins de football